# Thilda Häll
Thilda Häll, född 8 juni 2005, är en svensk simmare.

## Karriär
År 2021 på kortbane-SM tog hon silver på såväl 800 som 1 500 meter frisim. År 2022 på kortbane-SM tog hon guld på 400, 800 och 1 500 meter frisim. Hon upprepade bedriften vid kortbane-SM 2023.